# 巴伐利亞國家博物館
巴伐利亞國家博物館(Bayerisches Nationalmuseum)是德國巴伐利亞州首府慕尼黑的一座博物館，也是歐洲最重要的裝飾藝術博物館之一，以及德國規模最大的美術館之一。博物館的展品分為美術史展覽和民俗藝術展覽兩個部分。

## 历史
巴伐利亞國家博物館由馬克西米利安二世創建於1855年。

## 外部連結
- Bavarian National Museum
- Bavarian State Archaeological Collection （页面存档备份，存于）

48°08′35″N 11°35′28″E / 48.14306°N 11.59111°E